# Zofia Żelska-Mrozowicka

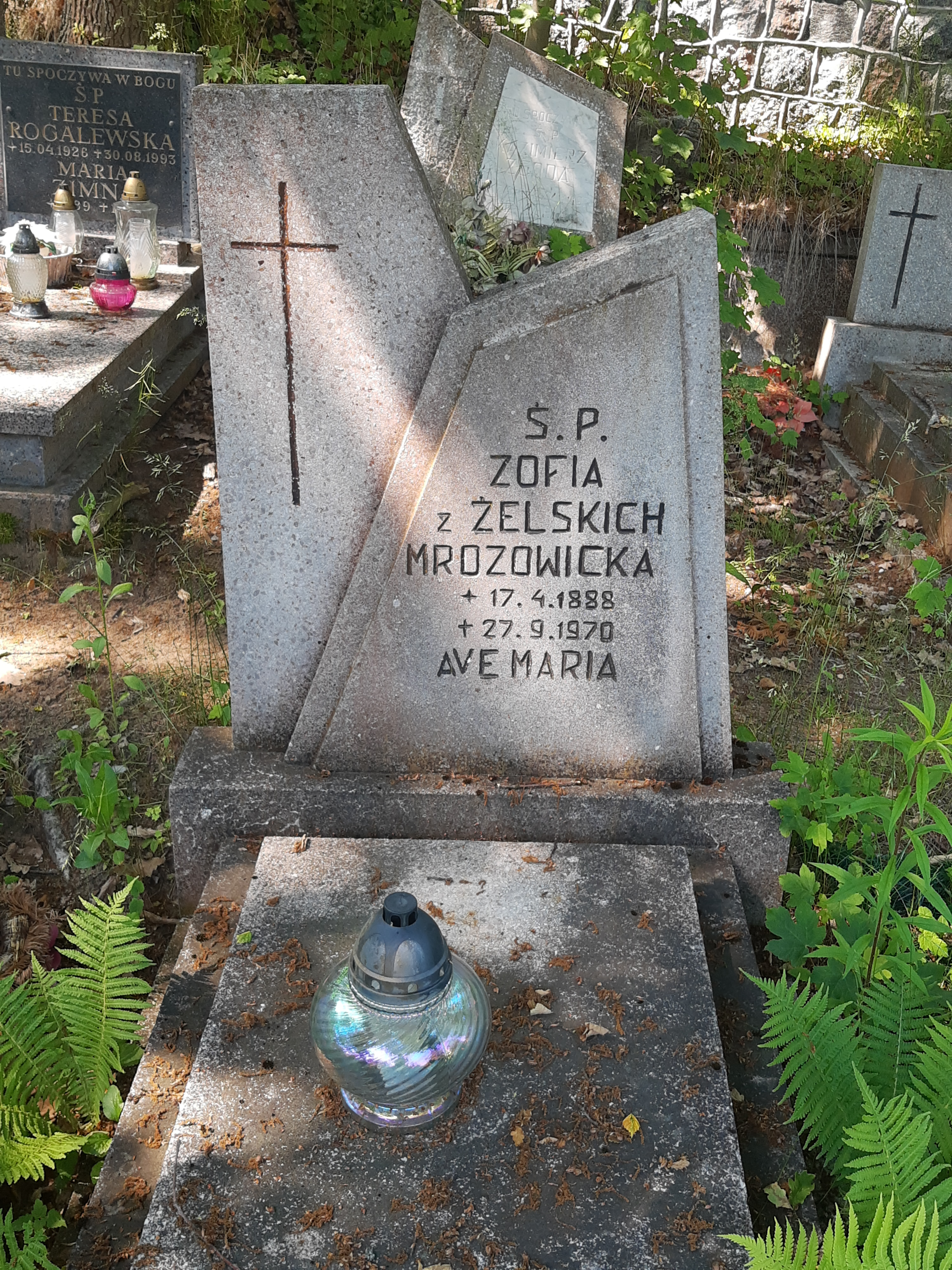
Grób Zofii Żelskiej-Mrozowickiej na cmentarzu Witomińskim

Zofia Janina z Żelskich Mrozowicka (ur. 14 kwietnia 1888 w Husiatynie, zm. 27 września 1970 roku w Gdyni) – dziennikarka, działaczka społeczna.

## Życiorys
Urodziła się 14 kwietnia 1888 w Husiatynie, majątku rodziców, jako córka Józefa Artura Konstantego Żelskiego herbu Ogończyk i Klementyny Brzeskiej herbu Bończa. Jej babka Aleksandra z Dwernickich była córką generała Józefa Dwernickiego. Odebrała staranne wychowanie domowe w rodzinnym Husiatynie na Podolu rosyjskim, następnie uczyła się na Pensji Jadwigi Sikorskiej w Warszawie oraz w Szkole Pracy Domowej Kobiet generałowej Jadwigi Zamoyskiej w Zakopanem.
W 1909 roku, po ślubie z Adamem Kazimierzem Mrozowickim, zamieszkała w majątku męża, Korabnikach koło Skawiny. Poza wychowywaniem synów, zajmowała się wówczas również działalnością oświatową wśród włościan, pełniła m.in. funkcję sekretarza Koła Pań Wiejskich w Krakowie. W 1910 roku została przewodniczącą nowo powstałego Związku Niewiast Katolickich w Skawinie. W czasie I wojny światowej czynnie włączyła się w działalność charytatywną organizacji katolickich pod auspicjami biskupa Adama ks. Sapiehy, skupionych w Książęco-Biskupim Komitecie Pomocy dla Dotkniętych Klęską Wojny; była obok: Klary Jelskiej, Marii hr. Tarnowskiej, Karoliny Kupskiej, Emilii z Fihauserów Korostyńskiej i Teresy Marii Kazimierzowej ks. Lubomirskiej, jedną z najbardziej zasłużonych osób biorących udział w tej działalności. M. in. organizowano z jej inicjatywy w Skawinie zbiór składek na Legiony i Czerwony Krzyż; jesienią 1915 roku zorganizowano pomoc dla głodującej Warszawy, matki i dziewczęta z okolic Krakowa zbierały po wsiach dary w naturze i organizowano loterie fantowe, z których dochód został przekazany do Komitetu w Krakowie z przeznaczeniem dla Warszawy, zorganizowano opiekę nad ubogimi w parafiach, zwłaszcza nad sierotami. 24 lipca 1917 roku na pierwszym zjeździe Związku Katolickich Stowarzyszeń Kobiet i Dziewcząt Pracujących w Krakowie została wybrana na członka Wydziału Głównego tej organizacji. Na drugim zjeździe związku 30 czerwca 1918 roku wygłosiła referat programowy pod tytułem: „Budowanie ducha narodowego w Stowarzyszeniu – przygotowaniem kobiety polskiej do pracy w Ojczyźnie”.
Po I wojnie światowej, w której poległ jej mąż, oficer rez. artylerii armii Austrio-Węgier, zdecydowała się sprzedać majątek Korabniki i zajęła się działalnością dziennikarską. Mieszkała z synami w: Rabce, Krakowie, Oksywiu obok Gdyni, Poznaniu i Toruniu. Od 1933 roku zamieszkała w Gdyni, gdzie jej syn Jan Klemens studiował w Szkole Morskiej.
Od 1929 roku była członkiem Związku Dziennikarzy Polskich; jako dziennikarka używała nazwiska Żelska-Mrozowicka oraz inicjałów: Z.Ż.M., Żel., Z.Mr., Z.M., Ż.M, Z.Z.-M., zzM, Mr. Od 1933 roku, po przeniesieniu się do Gdyni, publikowała w „Kurierze Bałtyckim”, była również korespondentką i felietonistką „Ilustrowanego Kuriera Codziennego”, „As Ilustrowanego Magazynu Tygodniowego", „Dziennika Bydgoskiego” i „Gazety Ludowej”. Jej artykuły z tego okresu stanowią cenne źródło do dziejów budowanej w latach 30. Gdyni. Uczestniczyła w „czwartkowych wieczorach” ówczesnego Klubu Literackiego w Gdyni.
W czasie okupacji została wysiedlona z Gdyni, jak wielu jej mieszkańców, którzy nie zostali zesłani do obozów koncentracyjnych i zamordowani w Piaśnicy i Stutthofie; zamieszkała w Warszawie, gdzie współpracowała z podziemiem dziennikarskim.
Po wojnie, jako jedna z pierwszych wysiedlonych, wróciła do Gdyni i była razem z Józefem Iżyckim i Marią Mikulską, jedną z współorganizatorów pierwszej codziennej gazety w Gdyni „Biuletynu Bałtyckiego”, następnie wzięła udział w tworzeniu „Dziennika Bałtyckiego”. Kiedy w 1949 roku redakcja przeniesiona została do Gdańska, a Egzekutywa Komitetu Wojewódzkiego PZPR oceniła gazetę, jako „…zarażoną kwiatkowszczyzną i drobnomieszczaństwem”, która „..opanowana została przez strukturalne zdeformowane elementy sanacyjne”, i nastąpiła czystka, została usunięta z grona piszących dziennikarzy. Poza pracą w „Dzienniku Bałtyckim” do początków lat 50. była również korespondentką gazety emigracyjnej wydawanej w Londynie „Jutro Polski”. Publikowała również w: „Gazecie Lubelskiej”, „Słowie Powszechnym”, „Ilustrowanym Kurierze Polskim”, „Gazecie Ludowej”, „Polsce Zachodniej” i „Gazecie Morskiej”.
Poślubiła 16 stycznia 1909 roku w Krakowie ziemianina Adama Kazimierza Mrozowickiego, z którym pozostawiła synów: Jana Klemensa, Kazimierza Artura oraz Józefa Michała.
Zmarła 27 września 1970 roku w Gdyni i została pochowana na cmentarzu Witomińskim tamże (kwatera 57-10-68).

## Wywód przodków
| 4. Józef Artur Żelski   |  |                                 |  |  |                 |
|                         |  | 2. Józef Artur Konstanty Żelski |  |  |                 |
| 5. Aleksandra Dwernicka |  |                                 |  |  |                 |
|                         |  |                                 |  |  | 1. Zofia Żelska |
| 6. Wincenty Brzeski     |  |                                 |  |  |                 |
|                         |  | 3. Klementyna Brzeska           |  |  |                 |
| 7. Maria Czajkowska     |  |                                 |  |  |                 |
|                         |  |                                 |  |  |                 |